# Eremias regeli
Eremias regeli är en ödleart som beskrevs av  Alexander Nikolsky 1905. Eremias regeli ingår i släktet löparödlor och familjen lacertider. Inga underarter finns listade i Catalogue of Life.
Arten förekommer i centrala Asien från Uzbekistan till norra Afghanistan. Honor lägger ägg.